# Novorossisk
Novorossisk (en rus: Новороссийск; en adigué: Цӏэмэз') és una ciutat del sud de Rússia al krai de Krasnodar. És el port més important de Rússia a la mar Negra i el principal per importar cereals. Té el títol de ciutat heroica de la Unió Soviètica des de 1973. Té 232.079 habitants (2002).
Novorossisk forma un ókrug urbà al qual pertanyen els municipis d'Úbikh, Boríssovka, Vassílievka, Vladímirovka, Glébovskoie, Kirílovka i Iújnaia Ozeréievka.

## Història

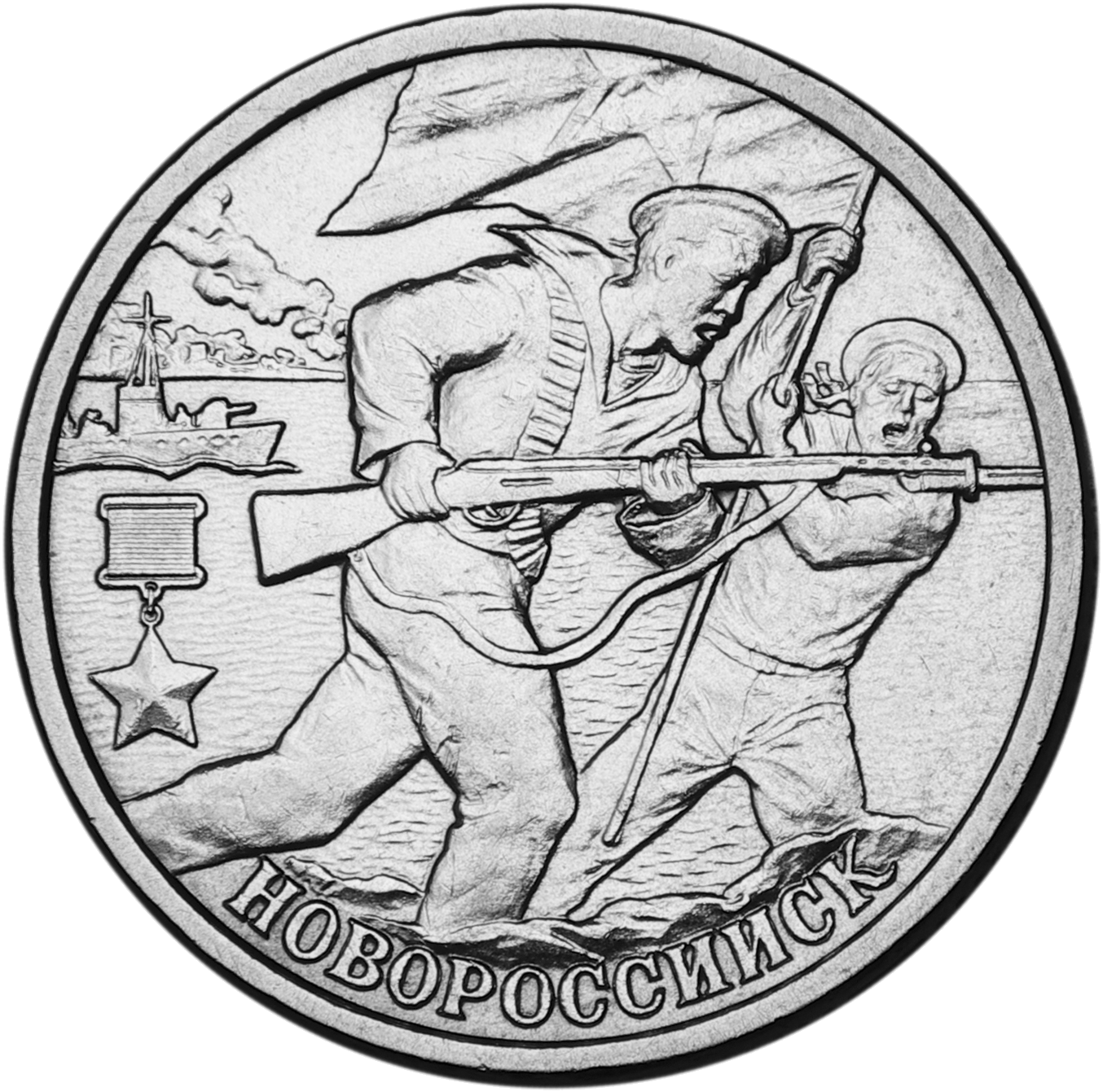
Una moneda de dos rubles dedicada a la Ciutat heroica de Novorossisk

A l'antiguitat, a la badia de Tsemess, hi havia la colònia grega de Bata, especialitzada en el comerç de cereals, Estrabó i Ptolemeu, entre d'altres, la mencionen.
L'Imperi Otomà la va tenir com a fortalesa fins que el 1829 passà a Rússia. La ciutat va rebre el nom derivat de la província de Novorossia, i el port va formar un enllaç vital en la cadena de forts de la costa del Mar negre que arribava fins a Sotxi.

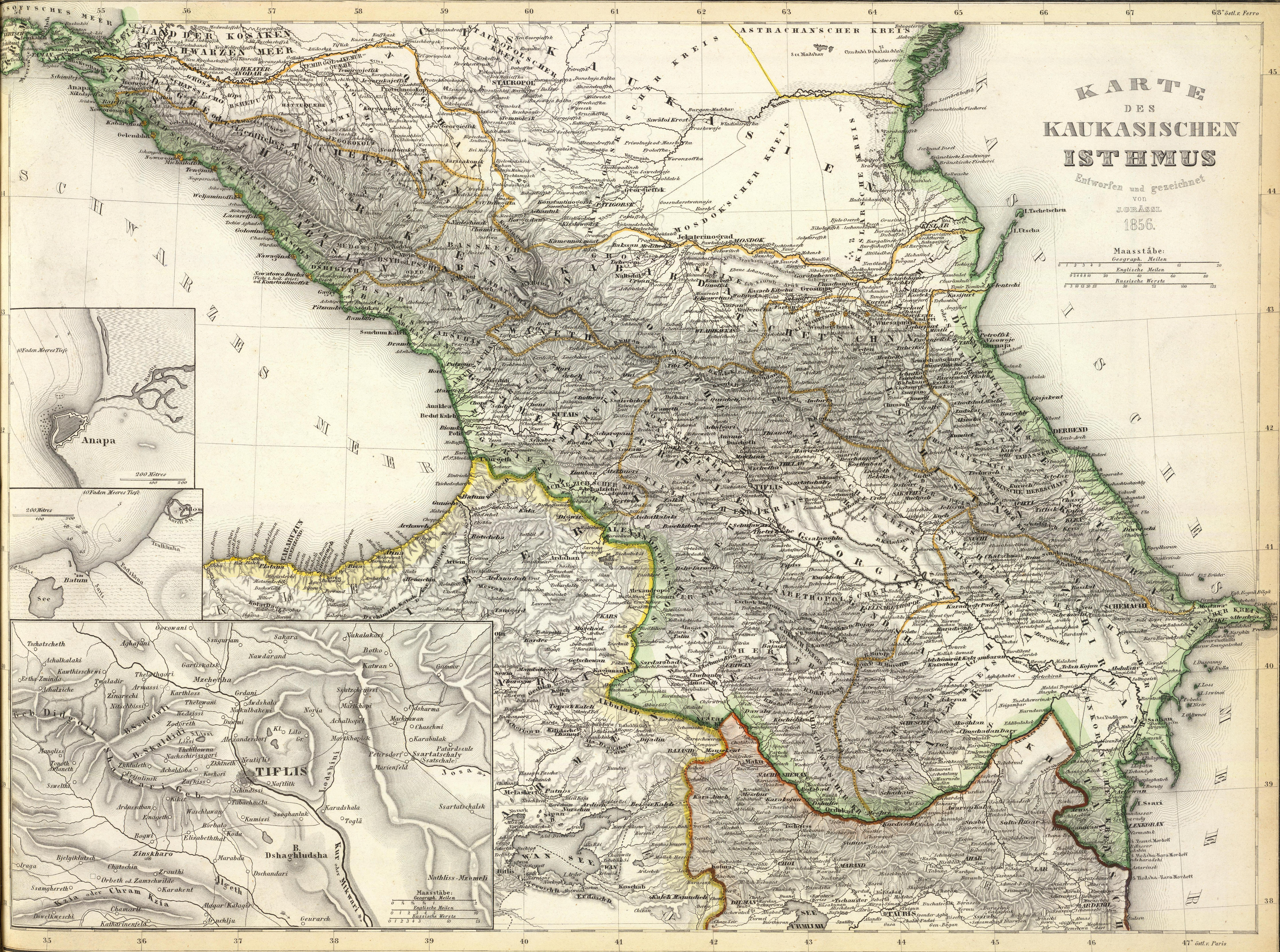
Mapa de l'istme del Caucas 1856.

El 1866 obtingué el títol de ciutat i va ser la capital del governorat de la Mar Negra, el 1896. Des del 26 d'agost de 1918 fins al 27 de març de 1920 Novorossisk va ser el principal centre de l'Exèrcit Blanc de Denikin i de la República de Novorossia de curta durada. Molts partidaris de l'Exèrcit Blanc acabaren fugint a Istanbul.
El 1942, la població va ser ocupada per l'exèrcit alemany (Wehrmacht), però una petita unitat de mariners soviètics van defensar una part de la ciutat durant 225 dies fins a ser alliberats per l'Exèrcit Roig el 16 de setembre de 1943. Amb aquesta defensa es va evitar que els alemanys fessin ús del port.
El 2003, es va decidir establir-hi una base naval per la flota del Mar Negre que està previst que s'acabi el 2012.
La llicència que té Rússia per utilitzar el port de Sebastòpol (Ucraïna), el principal de la Mar Negra, expira l'any 2017 si finalment no es renova.

## Economia
La ciutat té un port que no es glaça a l'hivern i que mou un comerç intens a la zona mediterrània, asiàtica, africana i sud-americana, especialment de petroli.
Novorossisk també té indústries d'acer, d'alimentació i d'altres tipus. És seu d'una acadèmia naval i d'un institut politècnic.